# التغيب

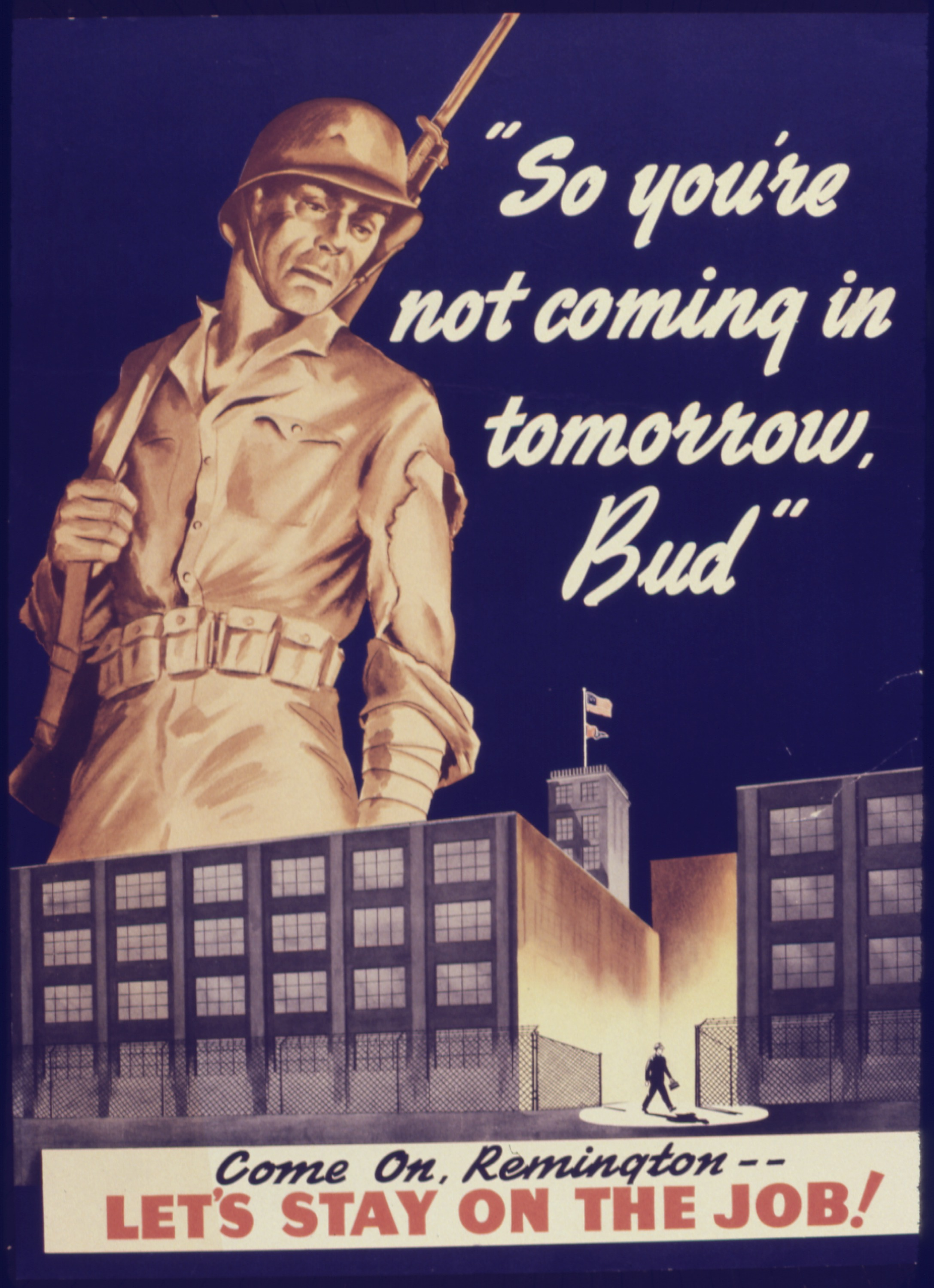
مكتب إدارة الطوارئ.

التغيب هو نمط معتاد للتغيب عن واجب أو التزام دون سبب مقنع او وجيه بشكل عام ، التغيب هو غياب بدون التخطيط له "الحضور في مكان العمل والتغيب" (PDF). الكلية الأسترالية للطب المهني (الفيزيا). ديسمبر 1999. مؤرشف من الأصل (PDF) في 2020-07-24. يُنظر إلى التغيب على أنه مؤشر على ضعف الأداء الفردي ، فضلاً عن انتهاك عقد ضمني بين الموظف وصاحب العمل.  يُنظر إليها على أنها مشكلة إدارية ، ويتم تأطيرها من الناحية الاقتصادية أو شبه الاقتصادية.  تسعى المنح الدراسية الحديثة إلى فهم التغيب كمؤشر على التكيف النفسي أو الطبي أو الاجتماعي في العمل.

## مكان العمل
قد يكون الغياب المرتفع في مكان العمل مؤشرا على ضعف الروح المعنوية ، ولكن يمكن أن يكون الغياب بسبب مخاطر مكان العمل أو متلازمة المبنى المرضي . قياسات مثل عامل برادفورد ، انها أداة قياس لتحليل التغيب عن العمل الذي يعتقد أن الغياب القصير وغير المخطط له يؤثر على مجموعة العمل أكثر من الغياب طويل الأمد ، ولا يميز بين الغياب لأسباب مرضية حقيقية والغياب لأسباب غير متعلقة بالمرض. في عام 2013 ، قدّر معهد CIPD في المملكة المتحدة أن الموظف العادي لديه 7.6 أيام تغيب في السنة ، وهو ما يكلف أصحاب العمل 595 جنيهًا إسترلينيًا لكل موظف سنويًا. طرق القياس ليست دقيقة وكلها شاملة ، مما يؤدي إلى نتائج منحرفة اعتمادًا على المتغيرات التي يتم ملاحظتها.  نتيجة لذلك ، قد يشعر الموظفون بأنهم ملزمون بالحضور إلى العمل أثناء المرض ، ونقل الأمراض المعدية إلى زملائهم في العمل. هذا يؤدي إلى قدر أكبر من التغيب عن العمل وانخفاض الإنتاجية بين العمال الآخرين.  عرض أحدث الاتجاهات في التغيب عن مكان العمل المرتبط بالصحة في الولايات المتحدة.
غالبًا ما تبرر القوى العاملة التغيب عن العمل لأسباب طبية إذا قدم الموظف مستندات داعمة من ممارسه الطبي.  في بولندا ، إذا مرض الموظفون أنفسهم ، أو أي شخص تحت رعايتهم ، بما في ذلك الأطفال وكبار السن ، فيمكن تطبيق الإجازة المرضية 
النموذج النفسي الذي يناقش "نموذج الانسحاب" ، الذي يفترض أن التغيب يمثل انسحابًا فرديًا من ظروف العمل غير المرضية. يجد هذا دعمًا تجريبيًا في ارتباط سلبي بين الغياب والرضا الوظيفي ، على وجه الخصوص ، الرضا عن العمل نفسه. يمكن أن تشمل العوامل المنسوبة إلى الغياب عن العمل الإجهاد ، والمخاوف المتعلقة بالأسرة ، وثقافة العمل ، وقدرة الموظفين على القيام بالمهمة ، والعلاقة بين المشرف والمرؤوس.
يجد الفهم الطبي للتغيب دعمًا في الأبحاث التي تربط التغيب لأسباب طبية بالاضطرابات العقلية والسلوكية ، وأمراض الجهاز الهضمي ، والأورام ، وأمراض الجهاز البولي التناسلي. و هذا لا يشمل الحمل والولادة والنفاس. تبلغ تكلفة ذلك ، باليورو ، 7.43 مليار سنويًا للرجال و 9.66 مليار للنساء (6.7 مليار يورو بعد الحمل والولادة والنفاس. )  تشير الأبحاث أن أكثر من تريليون دولار تُفقد سنويًا بسبب نقص الإنتاجية نتيجة التغيب عن العمل لأسباب طبية. الخط الفاصل بين السببية النفسية والطبية ضبابي ، نظرًا لوجود روابط إيجابية بين ضغوط العمل والاكتئاب والتغيب. قد تكمن الميول الاكتئابية وراء بعض الغياب المنسوب إلى سوء الصحة البدنية ، كما هو الحال مع تبني "دور المريض المعتمد ثقافياً". هذا يضع صفة "المرض" قبل كلمة "غياب" ، ويحمل عبء إثبات أكثر مما يُقدم عادة.
تشير الدلائل إلى أن الغياب يُنظر إليه عمومًا على أنه "سلوك منحرف إلى حد ما في مكان العمل". على سبيل المثال ، يميل الناس إلى تبني صور نمطية سلبية عن الغائبين ، تحت الإبلاغ عن تغيبهم ، ويعتقدون أن سجل حضورهم أفضل من سجل أقرانهم. ثم تؤدي الصفات السلبية حول الغياب إلى ثلاث نتائج: السلوك مفتوح للرقابة الاجتماعية ، وحساس للسياق الاجتماعي ، مصدر محتمل للصراع في مكان العمل .
أحد الأساليب التي تستخدمها الشركات لمكافحة حالات الغياب غير المخطط لها هو فكرة سداد الوقت المرضي غير المستخدم. علاوة على ذلك ، يمكن للمستويات العالية من رأس المال الاجتماعي للعمل أن تقلل من التغيب. بينما يمكن التمييز بين أنواع رأس المال الاجتماعي للعمل (الربط ، التجسير ، الارتباط المباشر بالقائد ، وربط المستوى الأعلى) ، العلاقات مع القائد المباشر والإدارة العليا (الارتباط المباشر بالقائد والمستوى الأعلى -ربط WSC) هو الأكثر أهمية للحد من تغيب الموظفين.
التغيب هو نمط معتاد مرتبط بالعمل العاطفي والتفكير الشخصي، ولكن هناك قرارات لإيجاد طرق للتخفيف من السبب. كيلي وآخرون. (2016) يقول إن الإجهاد يمثل 12 بالمائة من التغيب في مكان العمل سنويًا ، وهي مسألة تحتاج الشركة فيها إلى البقاء على اتصال مع الموظف والعمل من أجل إيجاد حل. من الأمثلة الرائعة على إحراز تقدم هو تشكيل برنامج مساعدة الموظفين (EAP) ، وهو "استراتيجية لمساعدة العمال على التعامل مع القضايا خارج العمل التي يجلبها الموظفون إلى مكان العمل" (كوينلي ، 2003). لا يشمل ذلك الإجهاد فحسب ، بل يشمل عوامل الصحة العقلية الأخرى التي يعتبرها الموظفون جديرة بالاهتمام.

### مخطط له مقابل أمر غير مخطط له
تشمل الغيابات المخطط لها من العمل الإجازات المقررة، والتقاعد، والتفرغ. تسبب حالات الغياب هذه القليل من الاضطراب في مساحات العمل بسبب الوقت الممنوح للعمل حول الغياب.
يُعرَّف الغياب غير المخطط له عن العمل بأنه إجازة غير مخططة أو غير متوقعة. وتشمل إجازة مرضية ، وإجازة للإصابة ، وظروف خاصة ، وغياب بدون إذن. تشير حالات الغياب غير المخطط لها إلى عامل مهم في صحة مكان العمل ، بما في ذلك رضا الموظفين والتزامهم. فتقريبا كل مكان عمل فيه متنمر مسؤول سوف يكون لديه معدل دوران مرتفع للموظفين وتغيب عن العمل.

### النرجسية والاعتلال النفسي
وفقًا لتوماس، يكون هناك مستوى أعلى من التوتر مع الأشخاص الذين يعملون أو يتفاعلون مع شخص نرجسي ، مما يؤدي بدوره إلى زيادة التغيب عن العمل ودوران الموظفين . يجد بودي نفس الديناميكية حيث يوجد مختل عقليًا في المؤسسة.

## في المدرسة
في حين أن التغيب عن المدرسة في بعض الأحيان قد لا يكون مشكلة ، فقد أظهر التغيب المفرط أن يكون له تأثير سلبي. وجد أن الطلاب ذوي سجلات الحضور الضعيفة في وضع غير مؤات أكاديميًا واجتماعيًا. بالمقارنة مع أقرانهم ، هؤلاء الطلاب أكثر عرضة لخطر الأداء الأكاديمي المنخفض وترك المدرسة في وقت مبكر. كما أنهم معرضون لخطر وجود المزيد من الفرص المقيدة فيما يتعلق بالتعليم الإضافي والتوظيف ، ومن المرجح أن يواجهوا مشاكل اجتماعية وعاطفية في مرحلة البلوغ. يمكن أن يكون التغيب عن المدرسة سلوكًا يشكّل عادة وقد يكون من الصعب التعامل معه على الرغم من الوعي المتزايد لأسباب التغيب.
تشير الدلائل البحثية إلى أن التدخلات المبكرة تزيد احتمالية نجاحها بست مرات من تلك التي تحدث بعد وصول عدم حضور الطلاب إلى المرحلة المستمرة. وبالمثل ، عادة ما يكون هناك سبب أولي واحد ، يُشار إليه باسم "نقطة الانطلاق" ، لعدم حضور الطلاب. بحلول الوقت الذي يصل فيه غياب الطلاب إلى المرحلة المستمرة ، هناك على الأقل عدة أسباب أخرى تُستخدم لتبرير الإجراء.
هناك تعزيزات إيجابية وسلبية فيما يتعلق بتغيب الطلاب. التعزيز الإيجابي يعني أن الطالب سيحصل إما على مزيد من الاهتمام من والديه أو الوصي عليه ، أو يتلقى فوائد ملموسة من عدم الذهاب إلى المدرسة. تعزيز سلبي يعني أن الطالب يتجنب المدرسة. أجرى دوب وأوربيناس دراسة من خلال مسح 99 مدرسة ابتدائية ومتوسطة ، واستهدفت الطلاب الذين يعانون من مشاكل في الحضور. تم تحديد ثلاثة ملامح رئيسية من هؤلاء الطلاب. وجد دوب وأوربيناس أن 17.2 في المائة غابوا عن المدرسة لتجنب الخوف أو مشاكل القلق أو الهروب من المواقف الاجتماعية أو التقييمية. 60.6 في المائة غابوا عن المدرسة لجذب انتباه الوالدين أو الفوائد الملموسة ؛ و 22.2 في المائة ليس لديهم ملف شخصي. اختلفت المجموعات الثلاث بشكل كبير في متوسط الدرجات للصعوبات السلوكية. كان الأطفال الذين يتناسبون مع ملفات تعريف متعددة لديهم أعلى مستوى من المشكلات السلوكية ، وكان الأطفال في المجموعة غير الشخصية أقل مستوى. كان لدى الأطفال الذين لديهم ملفات شخصية متعددة درجات متوسط أعلى على تواتر الإيذاء والعدد الإجمالي للأحداث المؤلمة أو المجهدة مقارنةً بأولئك في المجموعات الأخرى.
على الرغم من وجود العديد من النظريات لعلاج التغيب ، إلا أنه لا يوجد علاج شامل. ومع ذلك ، هناك عملية خطوة بخطوة حددتها إيفي بالد ، لإدارة التغيب عن العمل. تتضمن هذه العملية تحديد التغيب المزمن ، وتحديد الأسباب الكامنة وراء الغياب ، والعمل مع العائلات لمعالجة المشكلات ، وتقديم تعزيزات إيجابية إذا لزم الأمر.